# Odelzhausen
Odelzhausen – miejscowość i gmina w Niemczech, w kraju związkowym Bawaria, w rejencji Górna Bawaria, w regionie Monachium, w powiecie Dachau, do 31 grudnia 2016 siedziba wspólnoty administracyjnej Odelzhausen. Leży około 20 km na północny zachód od Dachau, nad rzeką Glonn, przy autostradzie A8.

## Dzielnice

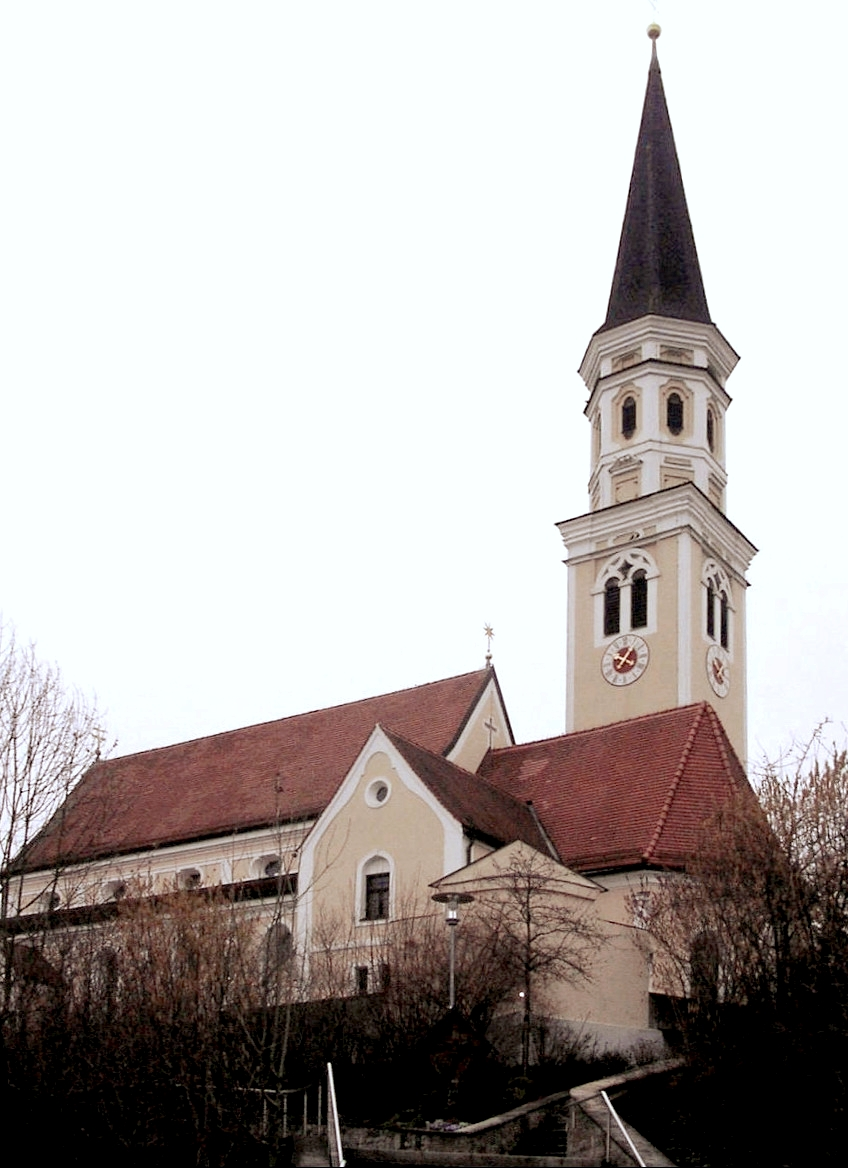
Kościół pw. św. Benedykta (St. Benedikt)

- Dietenhausen
- Ebertshausen
- Essenbach
- Gaggers
- Goaßnzipfe
- Hadersried
- Höfa
- Lukka und Todtenried
- Miegersbach
- Roßbach
- Odelzhausen
- St. Johann
- Sittenbach
- Sixtnitgern
- Taxa

## Demografia
| Rok  | Liczba mieszk. |
| ---- | -------------- |
| 1970 | 2 323          |
| 1987 | 3 211          |
| 2000 | 3 998          |

Dane o ludności z 31 grudnia 2008:
| Opis                                | Ogółem | Ogółem | Kobiety | Kobiety | Mężczyźni | Mężczyźni |
| ----------------------------------- | ------ | ------ | ------- | ------- | --------- | --------- |
| Jednostka                           | osób   | %      | osób    | %       | osób      | %         |
| Populacja                           | 4228   | 100    | 2104    | 49,76   | 2124      | 50,24     |
| Wiek przedprodukcyjny (0–17 lat)    | 835    | 19,75  | 425     | 10,05   | 410       | 9,7       |
| Wiek produkcyjny (18–65 lat)        | 2749   | 65,02  | 1328    | 31,41   | 1421      | 33,61     |
| Wiek poprodukcyjny (powyżej 65 lat) | 644    | 15,23  | 351     | 8,3     | 293       | 6,93      |

## Polityka
Wójtem gminy jest Konrad Brandmaier z CSU, rada gminy składa się z 16 osób.
|      | CSU | SPD/FWG | FW | BG | Razem |
| 2008 | 5   | 2       | 5  | 4  | 16    |
| 2002 | 8   | 3       | 2  | 3  | 16    |